# おとぎマンガカレンダー
『おとぎマンガカレンダー』は、1961年から1964年まで、フジテレビおよびTBSで放送された日本の白黒アニメ。

## 概要
「今日の人々に知られていない」キャラクターによる歴史的な出来事を描いている。出来事の説明のため、アニメーションとともに写真や映画の映像を用いたこともあった。出来事に関する資料は、当時横山隆一が『フクちゃん』を掲載していた毎日新聞から用いている。
「シリーズ放映されたテレビアニメとしては日本初の作品」とされることが多いが、「漫画ニュース（漫画ショック）」（1957年 - 1959年）が本作に先駆けている。なおカラー放送アニメは『もぐらのアバンチュール』（1958年7月14日、日本テレビ）、30分のテレビアニメシリーズは『鉄腕アトム』（1963年1月1日 - 1966年12月31日、フジテレビ）がそれぞれ日本産アニメ初となる。

## 作品一覧
2つのシーズンに分かれていた。

### インスタントヒストリー
1961年5月1日から1962年2月24日までフジテレビ（関東ローカル）で放送。3分間の話が全部で312回分放送された。明治製菓（現・明治）の一社提供）。放送時間（JST）は次の通り。
| 放送期間   | 放送期間  | 月曜 - 金曜   | 土曜          | 日曜          |
| ---------- | --------- | ------------- | ------------- | ------------- |
| 1961年05月 | 1961年9月 | 17:47 - 17:50 | 17:07 - 17:10 | 17:22 - 17:25 |
| 1961年10月 | 1962年2月 | 18:07 - 18:10 | （廃止）      | 17:22 - 17:25 |

### おとぎマンガカレンダー
1962年6月25日から1964年7月4日までTBS（関東ローカル）で放送。312回分放送されたが、放送時間は5分だった。キリンものしりシリーズの第1作であり、キリンビール（麒麟麦酒初代法人。現・キリンホールディングス）の一社提供。シリーズで唯一関東地区で放送された作品で、次作『ものしり大学 明日のカレンダー』からは毎日放送（当時NETテレビ系列）へ移行した。TBSの後継番組は、同じくキリンビール一社提供の『お天気ママさん』。

## その後
2007年11月10日にフジテレビ721の番組『昭和アニメ伝説 〜テレビアニメの夜明け・エイケン〜』内で1963年1月1日放送分の「クーベルタン生まれる」が放送された。
2008年7月6日にアニマックスの番組『テレビアニメ45年史 なんでアニメは面白い!?』内で1961年7月5日放送分の「1950年7月5日プロ野球初のナイター」の一部が放送された。
また、2009年7月1日放送の『シルシルミシル』（テレビ朝日系列）で、「アニメのオハツ」として第1回の「エンパイア・ステート・ビル開館」の一部が放送された。

## スタッフ
- 監督：横山隆一
- 助監督：鈴木伸一、マツヤマミチヒロ
- 演出・デザイン・作画：横山隆一、鈴木伸一、マツヤマミチヒロ、秦泉寺博、甲藤征史、滝口明治、斉藤博、壬生理
- 美術：サイトウヒロシ
- 製作：おとぎプロ